# Синагога Эль-Хамма
Синагога Эль-Хамма — ныне не действующая и разрушенная синагога, расположенная в деревне Эль-Хамма (провинция Габес), в 30 километрах к западу от Габеса. Несмотря на отсутствие в городе Эль-Хамма еврейской общины к могиле раввина Йосефа Маараби ежегодно проходят паломничества в месяце Тевет.

## История
В комплексе расположена и могила раввина Йосефа Маарави. На входе ранее находилась табличка с надписью «В честь святого раввина-каббалиста Яссафа Эль-Маараби, ученика раввина-каббалиста XVI века Ицхака Лурии.» (ивр. לכבוד הקדושׁ המקובל הרב יסף אלמצרבי זל”‎). Участок синагоги площадью 240 метров окружен стеной прямоугольной формы. Внутри, примерно по середине находятся святыня и гробница раввина Йосефа Маараби, опоясанная металлической оградой синего цвета. Синагога была в одной из комнат вблизи стен памятника. Бима в центре синагоги на момент 2018 года ещё сохранилась. В ином помещении на стене из плиток выложена менора. Синагога расположена недалеко от деревенского полицейского участка.
В январе 2011 года во время массовых демонстраций против режима президента Бен-Али на улице где расположена синагога подожгли несколько зданий и огонь перекинулся и на синагогу. А могила была разграблена. В этот же день сгорели свитки Торы.
Синагога Эль-Хамма впоследствии не имела местных посетителей, так как в городе уже нет еврейской общины.
Вечером 19 октября 2023 года сотни тунисцев сожгли синагогу. Кроме этого они разрушили её стены и поставили на крыше флаг Палестинской автономии. Данный инцидент остался без реакции полиции и службы экстренной помощи. В результате большая часть культового комплекса была уничтожена. Разрушение случилось вскоре после дезинформации, что Армия обороны Израиля якобы разбомбила больницу «Аль-Ахли» в секторе Газа, хотя на самом деле террористическая группировка «Палестинский исламский джихад» запустила ракету, упавшую на парковку рядом с больницей. Осквернению подверглась и 400-летняя могила раввина Йосефа Маарави. Американский еврейский комитет отметил: «Мы в ужасе от поджога и разрушения синагоги Аль-Хамма в Тунисе».